# Zide/Perry Productions
Zide/Perry Productions est une entreprise américaine qui exerce son activité dans le domaine de la production de films de cinéma indépendant. Fondé par Craig Perry et Warren Zide, elle est notamment connue pour des films comme la série des Destination finale ou celle des American Pie,.

## Filmographie
- Big Hit (1998)
- American Pie (1999)
- Destination finale (2000)
- Comme chiens et chats (2001)
- American Pie 2 (2001)
- Repli-Kate (2002)
- Destination finale 2 (2003)
- American Pie : Marions-les ! (2003)
- Destination finale 3 (2006)
- The Pool Boys (2009)
- Destination finale 4 (2009)
- Destination finale 5 (2011)
- American Pie 4 (2012)